# Klaus Stümpel
Klaus Stümpel (* 22. März 1941 in Braunschweig; † 5. Januar 2015 ebenda) war ein deutscher Bildhauer, Grafiker und Maler.

## Leben und Werk

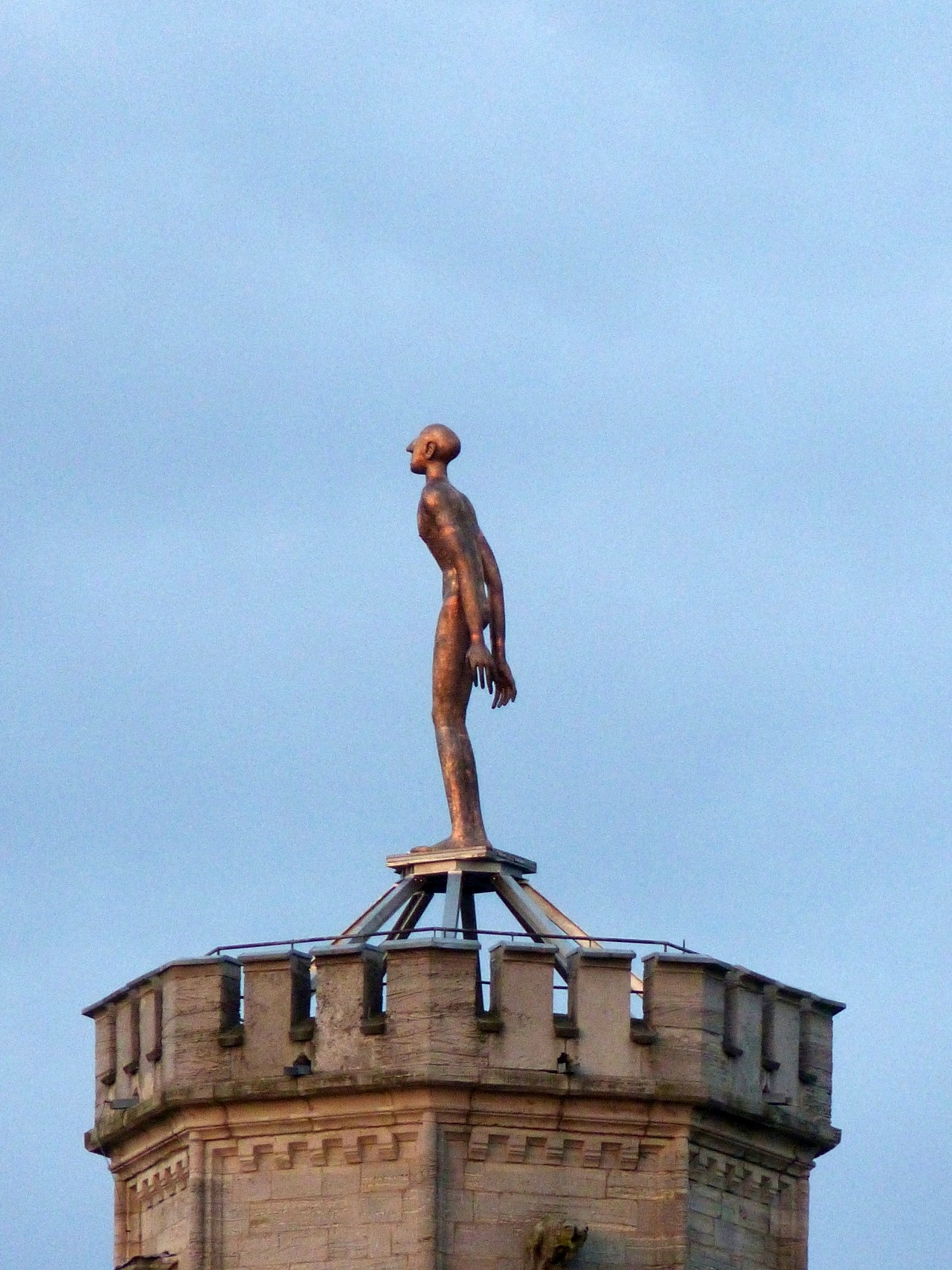
„Der Türmer“, eine der letzten Arbeiten von Klaus Stümpel, am 26. Juli 2014 auf dem Druckturm des ehemaligen Flusswasserwerkes im Braunschweiger Bürgerpark errichtet.

Stümpel wuchs in Braunschweig bei seinen Großeltern auf und ging dort von 1948 bis 1957 zur Schule. Da er bereits früh ein starkes Interesse für Vögel entwickelte, baute ihm sein Großvater einen Taubenschlag im Garten. Etwa 20 Jahre später betrieb Stümpel selbst eine Taubenzucht. Nach Ende der Schule wollte Stümpel bei einem Tierpräparator in die Lehre gehen, was der Großvater jedoch verhinderte. Stümpel machte deshalb von 1957 bis 1961 eine Lehre als Plakatmaler. 1960 bewarb er sich an der Hochschule für Bildende Künste Braunschweig, um dort freie Malerei studieren zu können, wurde aber abgelehnt. Nachdem 1962 auch sein Antrag auf Kriegsdienstverweigerung abgelehnt worden war, ging er zwischen 1962 und 1965 nach Nordeuropa und verdiente seinen Lebensunterhalt mit unterschiedlichster Arbeit, unter anderem als Tellerwäscher oder in einem Wanderzirkus. Nach seiner Rückkehr studierte er von 1969 bis 1974 freie Malerei an der HBK Braunschweig. Zuletzt war er Meisterschüler von Roland Dörfler. 1971 nahm Stümpel als Mitglied des Deutschen Künstlerbundes an der 19. Jahresausstellung in Stuttgart teil. Zwischen 1975 und 1980 war er Lehrbeauftragter an der HBK Braunschweig. Von 1983 bis zu seiner Emeritierung 2006 lehrte Stümpel als Professor für Akt und Natur an der HBK.

### Preise und Ehrungen
1968 erhielt Stümpel den Rudolf-Wilke-Preis der Stadt Braunschweig und wurde auf Vorschlag von Joachim Büchner durch die Studienstiftung des deutschen Volkes gefördert. 1979 war Stümpel, zusammen mit dem aus Armenien stammenden Künstler Ohannes Tapyuli, erster Preisträger des Kunstpreises der Stadt Nordhorn. 1981 folgte der Bernhard Sprengel-Preis für Bildende Künste sowie ein Stipendium der Villa Massimo. 2010 erhielt er den Kunstpreises der SPD-Fraktion im Niedersächsischen Landtag.
1970 heiratete Klaus Stümpel die Kunstpädagogin Dorothee Althoff. Im selben Jahr wurde der gemeinsame Sohn geboren. Er lebte und arbeitete in Räbke, etwa 30 km östlich von Braunschweig am Elm und im italienischen Acquapendente. Klaus Stümpel verstarb mit 73 Jahren nach langer Krankheit.

### Ausstellungen (Auswahl)
- 1976: Klaus Stümpel Zeichnungen. Kunstverein Braunschweig.[5]
- 1997: Klaus Stümpel, Durchzügler und Irrgäste. Schloss Wolfsburg. (Bilder, Figuren, Collagen 1984–1997.)[6]
- 2005: Klaus Stümpel: Am Vogelherd. Kulturamt, Schloss Salder. (Bilder und Skulpturen 2001–2005.)[7]
- 2010: Klaus Stümpel: Federstaub. Roemer- und Pelizaeus-Museum Hildesheim. (Montagen, Malerei, Skulptur 2005–2009.)[8]
- 2014: Klaus Stümpel: Tiefschlaf im Segelflug. raumLABOR Braunschweig.